# جاكسونفيل بيتش
جاكسونفيل بيتش (بالإنجليزية: Jacksonville Beach)‏ هي مدينة أمريكية تقع في ولاية فلوريدا. تبلغ مساحة هذه المدينة 56.9 (كم²)،ويبلغ عدد سكانها 21362 نسمة حسب إحصاء سنة 2010 م 21362.تشير إحصاءات سنة 2000م بأن الكثافة السكانية في هذه المدينة تقدر بـ(7185.4) نسمة/كم2 

## المناخ
يظهر الجدول التالي التغييرات المناخية على مدار السنة لجاكسونفيل بيتش:
| البيانات المناخية لـجاكسونفيل بيتش | البيانات المناخية لـجاكسونفيل بيتش | البيانات المناخية لـجاكسونفيل بيتش | البيانات المناخية لـجاكسونفيل بيتش | البيانات المناخية لـجاكسونفيل بيتش | البيانات المناخية لـجاكسونفيل بيتش | البيانات المناخية لـجاكسونفيل بيتش | البيانات المناخية لـجاكسونفيل بيتش | البيانات المناخية لـجاكسونفيل بيتش | البيانات المناخية لـجاكسونفيل بيتش | البيانات المناخية لـجاكسونفيل بيتش | البيانات المناخية لـجاكسونفيل بيتش | البيانات المناخية لـجاكسونفيل بيتش | البيانات المناخية لـجاكسونفيل بيتش |
| الشهر                              | يناير                              | فبراير                             | مارس                               | أبريل                              | مايو                               | يونيو                              | يوليو                              | أغسطس                              | سبتمبر                             | أكتوبر                             | نوفمبر                             | ديسمبر                             | المعدل السنوي                      |
| ---------------------------------- | ---------------------------------- | ---------------------------------- | ---------------------------------- | ---------------------------------- | ---------------------------------- | ---------------------------------- | ---------------------------------- | ---------------------------------- | ---------------------------------- | ---------------------------------- | ---------------------------------- | ---------------------------------- | ---------------------------------- |
| الدرجة القصوى °ف (°م)              | 85 (29)                            | 90 (32)                            | 94 (34)                            | 94 (34)                            | 97 (36)                            | 102 (39)                           | 103 (39)                           | 102 (39)                           | 98 (37)                            | 95 (35)                            | 89 (32)                            | 85 (29)                            | 103 (39)                           |
| متوسط درجة الحرارة الكبرى °ف (°م)  | 63.5 (17.5)                        | 64.7 (18.2)                        | 70.0 (21.1)                        | 75.8 (24.3)                        | 81.8 (27.7)                        | 86.7 (30.4)                        | 89.3 (31.8)                        | 88.0 (31.1)                        | 85.2 (29.6)                        | 79.0 (26.1)                        | 71.9 (22.2)                        | 65.4 (18.6)                        | 76.8 (24.9)                        |
| متوسط درجة الحرارة الصغرى °ف (°م)  | 45.6 (7.6)                         | 47.5 (8.6)                         | 52.9 (11.6)                        | 58.7 (14.8)                        | 65.8 (18.8)                        | 71.6 (22.0)                        | 73.5 (23.1)                        | 73.8 (23.2)                        | 72.5 (22.5)                        | 64.9 (18.3)                        | 56.3 (13.5)                        | 48.6 (9.2)                         | 61.0 (16.1)                        |
| أدنى درجة حرارة °ف (°م)            | 14 (−10)                           | 21 (−6)                            | 24 (−4)                            | 37 (3)                             | 47 (8)                             | 55 (13)                            | 57 (14)                            | 63 (17)                            | 53 (12)                            | 38 (3)                             | 25 (−4)                            | 15 (−9)                            | 14 (−10)                           |
| معدل هطول الأمطار إنش (مم)         | 3.56 (90)                          | 2.84 (72)                          | 3.92 (100)                         | 2.87 (73)                          | 3.03 (77)                          | 5.70 (145)                         | 5.21 (132)                         | 6.11 (155)                         | 7.53 (191)                         | 5.04 (128)                         | 2.36 (60)                          | 2.75 (70)                          | 50.92 (1٬293)                      |
| متوسط الأيام الممطرة (≥ 0.01 in)   | 8.7                                | 7.5                                | 7.9                                | 5.8                                | 7.5                                | 11.5                               | 10.9                               | 12.0                               | 12.2                               | 8.8                                | 7.2                                | 8.4                                | 108.4                              |
| المصدر: NOAA (normals, 1971–2000)  |                                    |                                    |                                    |                                    |                                    |                                    |                                    |                                    |                                    |                                    |                                    |                                    |                                    |

## معرض صور

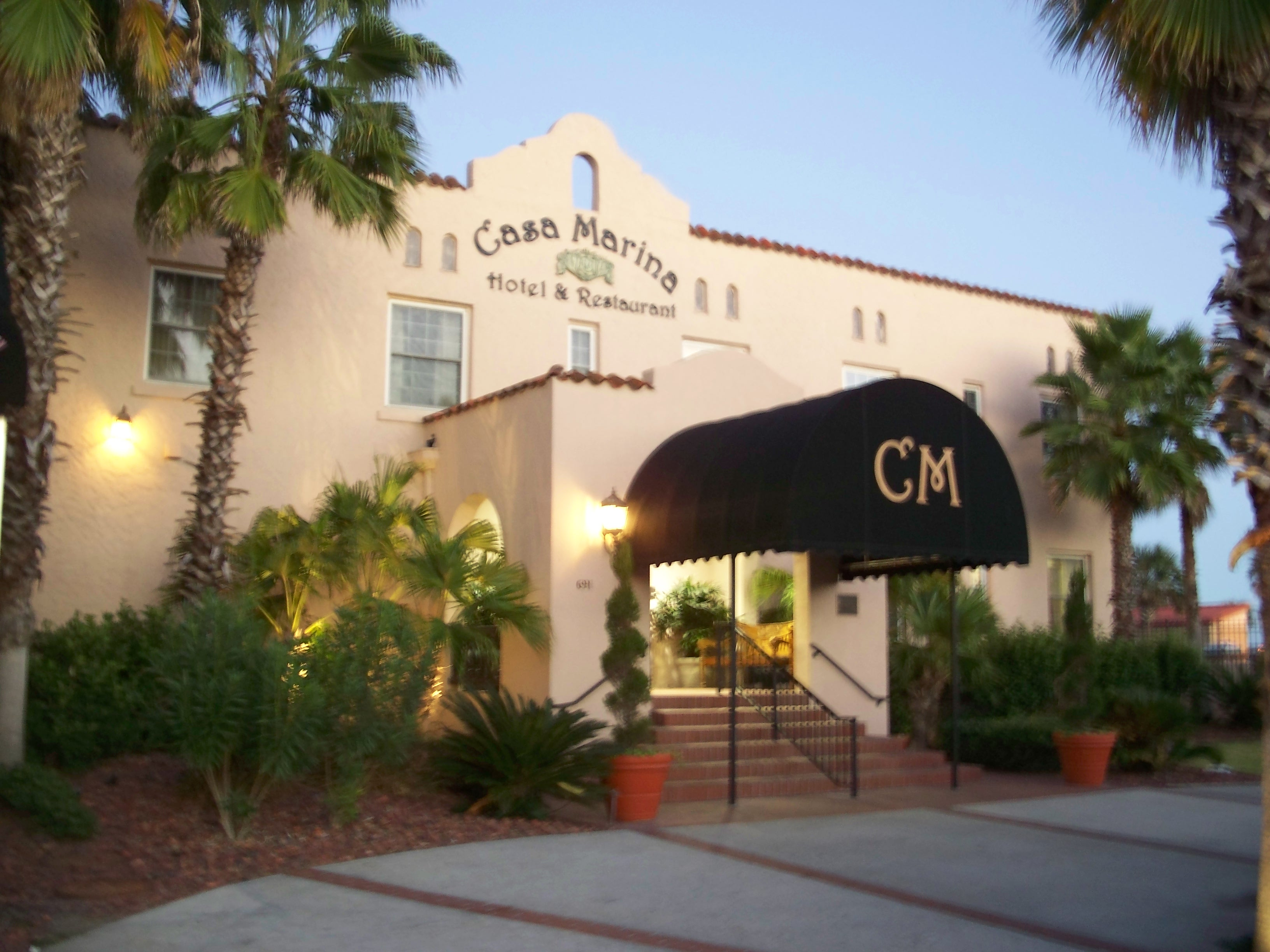
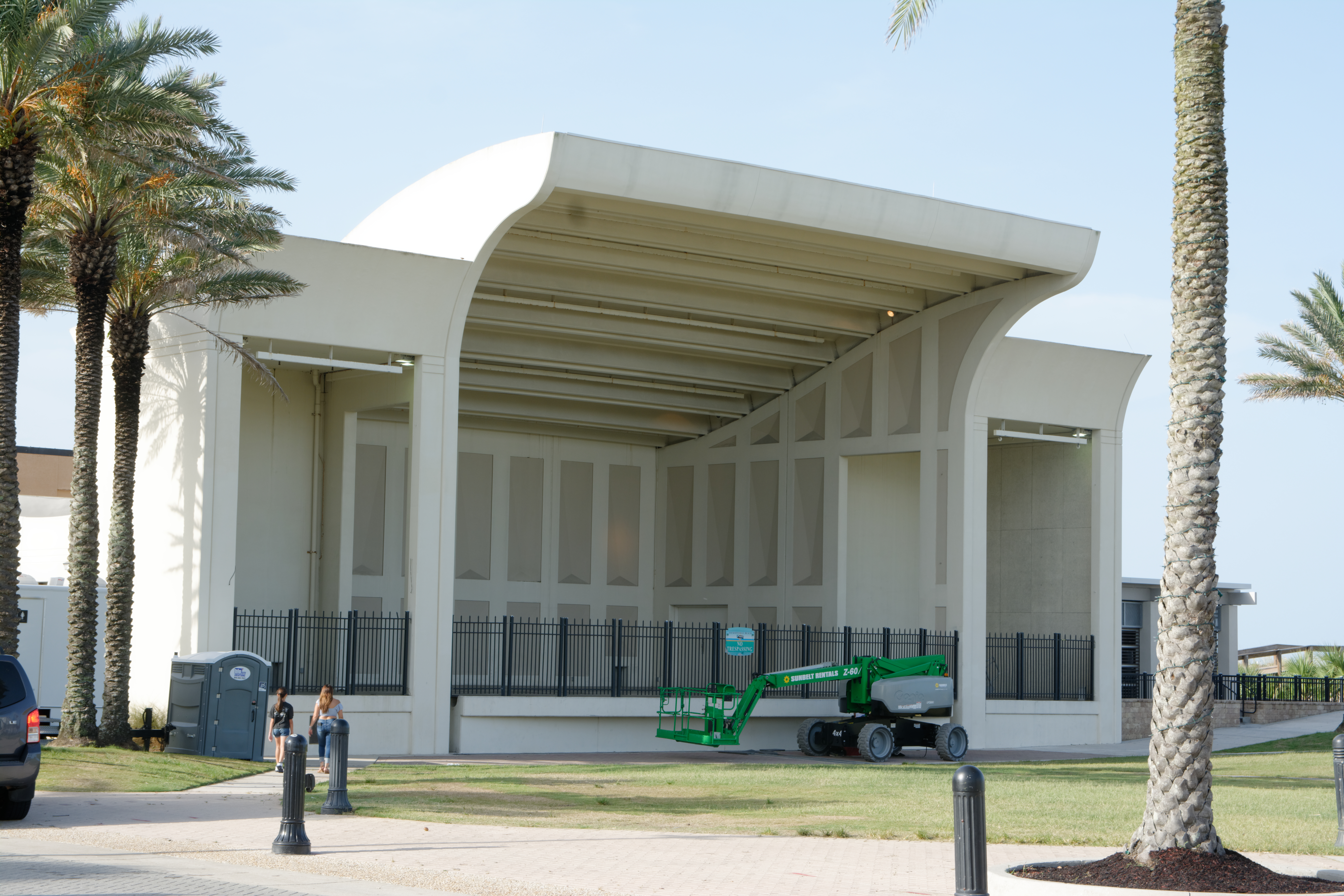
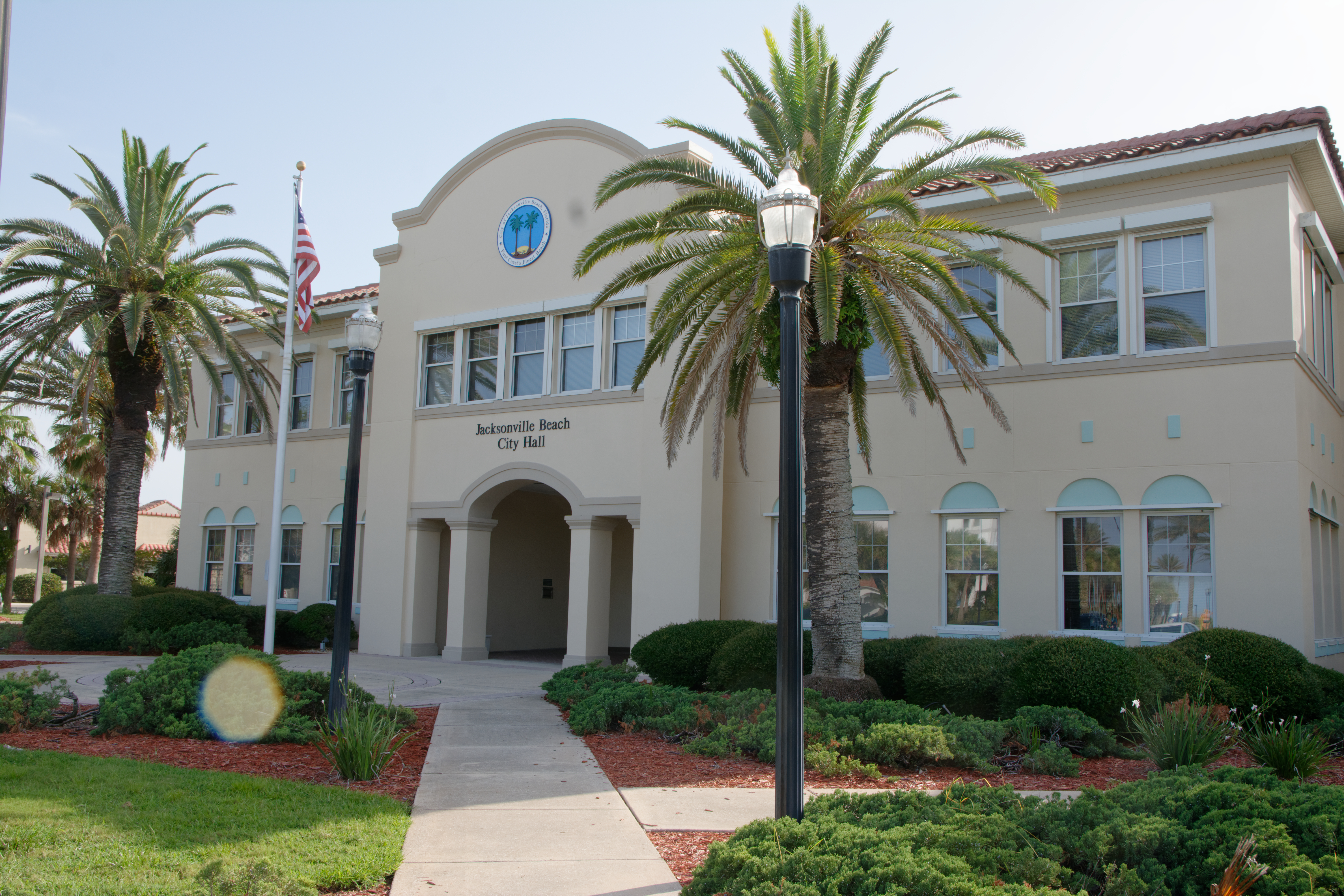
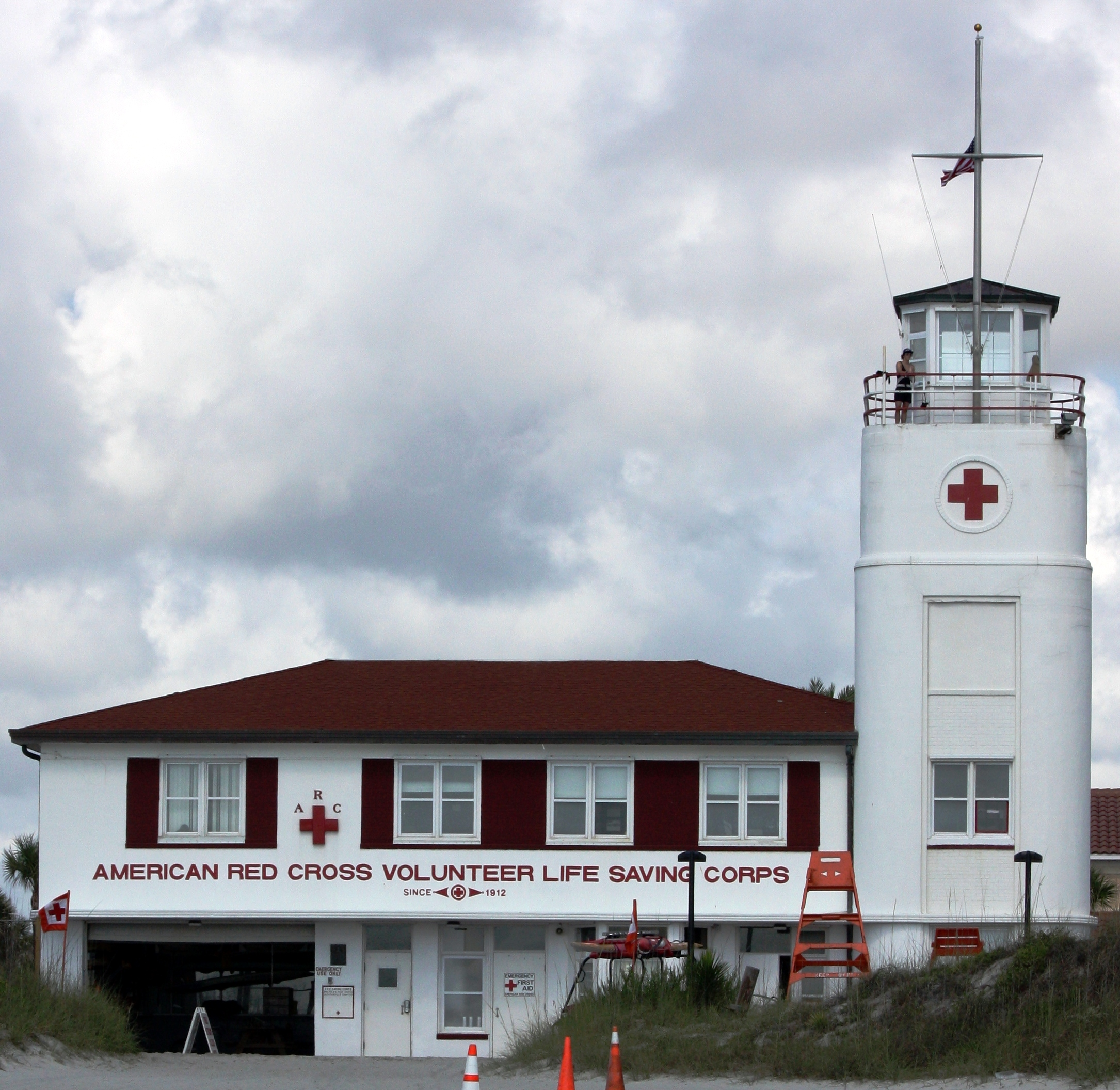

## أعلام
- توم بيلي
- ديفيد إل. مكدونالد
- بريان باركر
- دودلي مريديث
- نواه جاكسون